# فيلاإيسكوزا
بلدية فيلاإيسكوزا (بالإسبانية: Villaescusa)‏، هي إحدى بلديات منطقة كانتابريا, المصنفة على أنها مقاطعة أيضاً، في شمال إسبانيا.
يبلغ عدد سكانها 3.303 نسمة وفقاً لإحصائية سنة (2002).